# Gato (DeepMind)
Gatoは、マルチモーダリティを示す、幅広い複雑なタスク向けディープニューラル ネットワークである。それは対話に参加したり、ビデオ・ゲームをプレイしたり、ロボット・アームを制御してブロックを積み上げるようなタスクやその他色々も実行できる。これはロンドンに拠点を置くAI企業DeepMindの研究者によって作り出された。GPT-3のように、Transformer(モデル)である。MIT Technology Review によると、このシステムは「複数の異なるタスクを同時に学習し、1つのスキルを忘れてから別のスキルを学習する必要がなく、タスク間で切り替えることができる」のに対し、「今日のAIシステムは「弱い（詳細は「強いAIと弱いAI」を参照されたし）」と呼ばれ、これはテキストの生成など、特定の制限された一連のタスクのみを実行できることを意味する」、そしてインデペンデント紙 によれば、それは「ブロックの積み上げから詩の執筆まで、膨大な範囲の複雑なタスクを実行できる『ジェネラリスト・エージェント』」である。これは12億パラメータによる教師あり学習を利用する。この技術は「多目的」人工知能、および人工汎用知能への「一歩」であると述べられている。

### 情報源
- Cuthbertson, Anthony (2022年5月23日). “'The Game is Over': Google's DeepMind says it is on verge of achieving human-level AI”. The Independent
- Heikkilä, Melissa (May 23, 2022), “The hype around DeepMind's new AI model misses what's actually cool about it”, MIT Technology Review
- Ray, Tiernan (May 14, 2022), DeepMind's 'Gato' is mediocre, so why did they build it?, ZDNet
- Reed, Scott; Zolna, Konrad; Parisotto, Emilio; Sergio Gomez Colmenarejo; Novikov, Alexander; Barth-Maron, Gabriel; Gimenez, Mai; Sulsky, Yury; Kay, Jackie; Jost Tobias Springenberg; Eccles, Tom; Bruce, Jake; Razavi, Ali; Edwards, Ashley; Heess, Nicolas; Chen, Yutian; Hadsell, Raia; Vinyals, Oriol; Bordbar, Mahyar; de Freitas, Nando (12 May 2022). "A Generalist Agent". arXiv:2205.06175 [cs.AI]。
- Wiggers, Kyle (May 13, 2022), “DeepMind's new AI can perform over 600 tasks, from playing games to controlling robots”, TechCrunch